# Cyphia zeyherana
Cyphia zeyherana là loài thực vật có hoa trong họ Hoa chuông. Loài này được Presl ex Ecklon & Zeyher mô tả khoa học đầu tiên.